# Enoplognatha inornata
Enoplognatha inornata är en spindelart som beskrevs av O. Pickard-Cambridge 1904. Enoplognatha inornata ingår i släktet Enoplognatha och familjen klotspindlar. Inga underarter finns listade i Catalogue of Life.